# Edith A. Roberts
Edith Adelaide Roberts (1881-1977) fue una botánica estadounidense que estudió fisiología vegetal y pionera en ecología vegetal. Creó el primer laboratorio ecológico de Estados Unidos, impulsó el paisajismo natural junto a Elsa Rehmann y demostró que las plantas eran la principal fuente de vitamina A.

## Educación y carrera académica.
Edith A. Roberts nació el 28 de abril de 1881 en una familia de agricultores en Rollinsford, New Hampshire .  Roberts obtuvo su licenciatura en Artes en Smith College en 1905, seguida de una Maestría en Ciencias en la Universidad de Chicago en 1911. Su tesis doctoral, presentada en la Universidad de Chicago, versó sobre fisiología vegetal . Roberts trabajó como instructora de un profesor asociado en Mount Holyoke College de 1915 a 1917, cuando trabajaba como extensionista en el Departamento de Agricultura de los Estados Unidos .  Viajó por los 48 estados con la misión de educar a las mujeres sobre cómo administrar granjas en lugar de los hombres que luchaban en la Primera Guerra Mundial . En una entrevista, dijo que "todas las mujeres [que] van a dirigir una familia deberían tener conocimientos de ciencias vegetales. Es básico para la vida".  Roberts trabajó para el USDA hasta 1919, cuando le ofrecieron el puesto de profesora asociada de botánica en Vassar College . En 1921, era profesora titular y presidenta del Departamento de Ciencias Vegetales.   Roberts fue reconocida por sus colegas por su investigación en fisiología vegetal, propagación de plantas nativas y germinación de semillas .  Perteneció a la Sociedad Botánica de América, la Asociación Forestal Estadounidense y la Asociación Estadounidense para el Avance de la Ciencia . 

## Ecología vegetal
Roberts fue un pionero en la ciencia emergente de la ecología vegetal . En 1920, Vassar College le concedió cuatro acres de terreno para la realización de su idea de un laboratorio botánico al aire libre.  Situado en el condado de Dutchess, este fue el primer laboratorio ecológico de Estados Unidos.  Roberts se esforzó por organizar las plantas en asociaciones correctas y en condiciones ambientales adecuadas.  Como el proyecto no recibió fondos suficientes de la universidad, Roberts tuvo que financiarlo en parte ella misma dando conferencias externas.  El número de especies nativas cultivadas en el laboratorio llegó finalmente a 2.000. La arquitecta paisajista Elsa Rehmann, también empleada del Vassar College, interpretó los resultados de la investigación de Roberts en el contexto del diseño de jardines . Publicaron sus hallazgos primero en artículos para la revista House Beautiful y luego en un libro de 1929 titulado American Plants for American Gardens, convirtiéndose en los primeros defensores del paisajismo natural .   En 1935, Roberts publicó Helechos americanos: cómo conocerlos, cultivarlos y utilizarlos . 

## Fisiología de las plantas
Roberts se retiró de Vassar College en 1948,  y se convirtió en científico invitado en el Instituto de Tecnología de Massachusetts .  En el MIT, Roberts consultó a su departamento de tecnología alimentaria, investigando las plantas como fuentes de vitaminas.  En 1948, presentó un artículo, en coautoría con Mildred Southwick, que demostraba que la vitamina A podía obtenerse de partes jóvenes de plantas verdes y amarillas y no principalmente de aceites de hígado de pescado . 

## Legado
Después de la jubilación de Roberts, el laboratorio ecológico al aire libre del condado de Dutchess se mantuvo durante algunos años más, pero pronto cayó en el abandono. En la década de 1960, fue abandonado y sus libros se agotaron. Murió en marzo de 1977. Los restos del laboratorio fueron descubiertos inesperadamente por la bióloga Margaret Ronsheim, también profesora del Vassar College, en los años 1990. El laboratorio está ahora en reconstrucción. 